# Л’Иль-Арне
Л’Иль-Арне́ (фр. L'Isle-Arné) — коммуна во Франции, находится в регионе Юг — Пиренеи. Департамент — Жер. Входит в состав кантона Жимонт. Округ коммуны — Ош.
Код INSEE коммуны — 32157.

## География

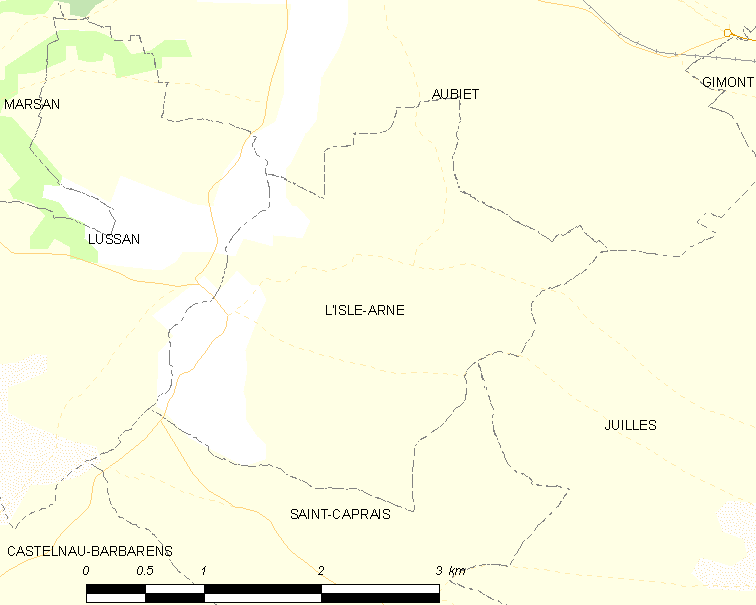
Карта коммуны

Коммуна расположена приблизительно в 600 км к югу от Парижа, в 55 км западнее Тулузы, в 16 км к востоку от Оша.
На западе коммуны протекает река Арратс.

## Климат
Климат умеренно-океанический. Лето жаркое и немного дождливое, температура часто превышает 35 °С. Зимой часто бывает отрицательная температура и ночные заморозки. Годовое количество осадков — 700—900 мм.

## Население
Население коммуны на 2010 год составляло 139 человек.
| 1962 | 1968 | 1975 | 1982 | 1990 | 1999 | 2010 |
| ---- | ---- | ---- | ---- | ---- | ---- | ---- |
| 115  | 108  | 101  | 101  | 83   | 82   | 139  |

## Администрация
| Период | Период | Фамилия  | Партия | Примечания |
| ------ | ------ | -------- | ------ | ---------- |
| 2001   | 2020   | Пьер Мён |        |            |

## Экономика
В 2010 году среди 87 человек трудоспособного возраста (15-64 лет) 73 были экономически активными, 14 — неактивными (показатель активности — 83,9 %, в 1999 году было 72,3 %). Из 73 активных жителей работали 61 человек (35 мужчин и 26 женщин), безработных было 12 (4 мужчины и 8 женщин). Среди 14 неактивных 4 человека были учениками или студентами, 5 — пенсионерами, 5 были неактивными по другим причинам.

## Фотогалерея

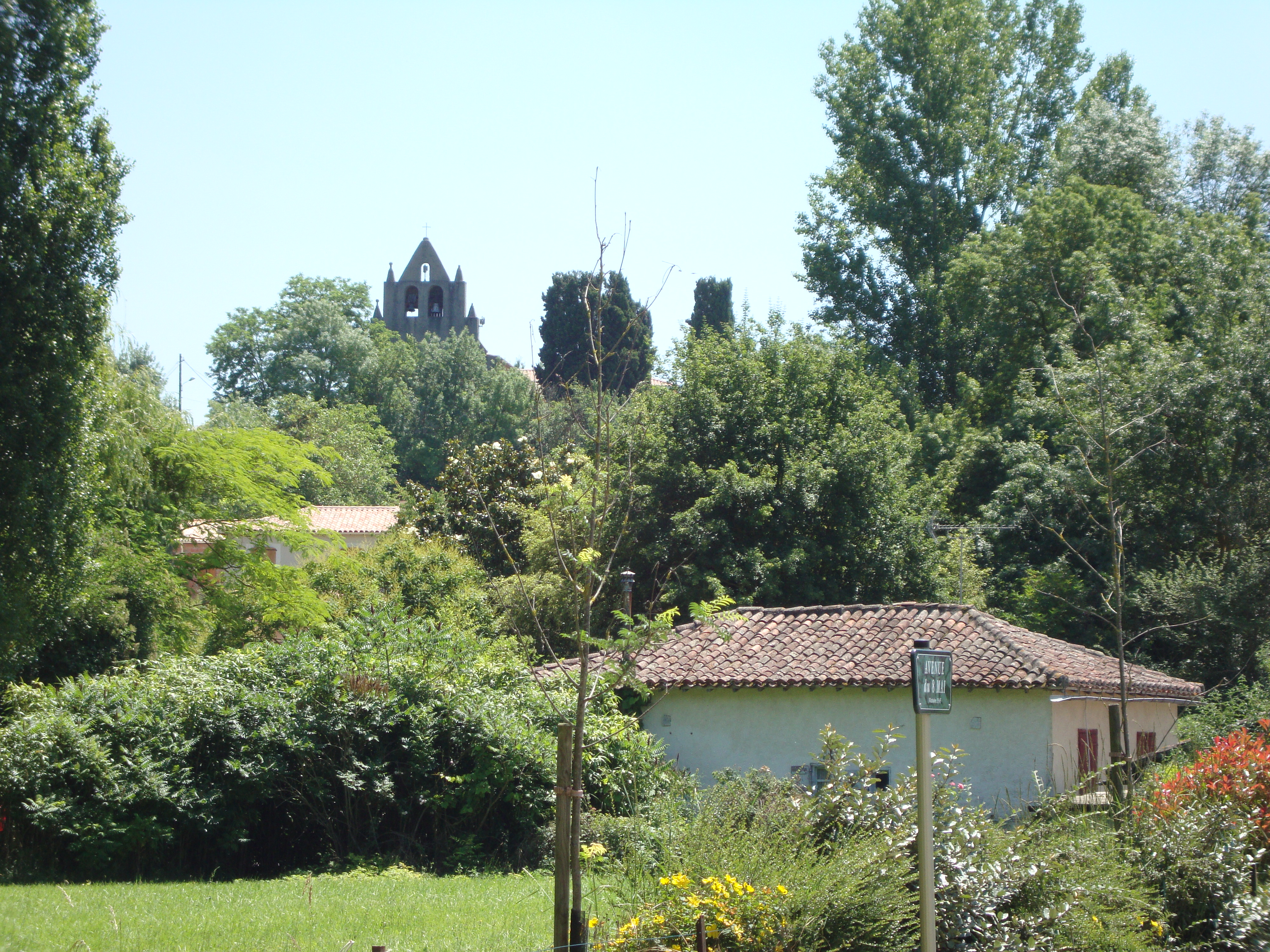
Л’Иль-Арне
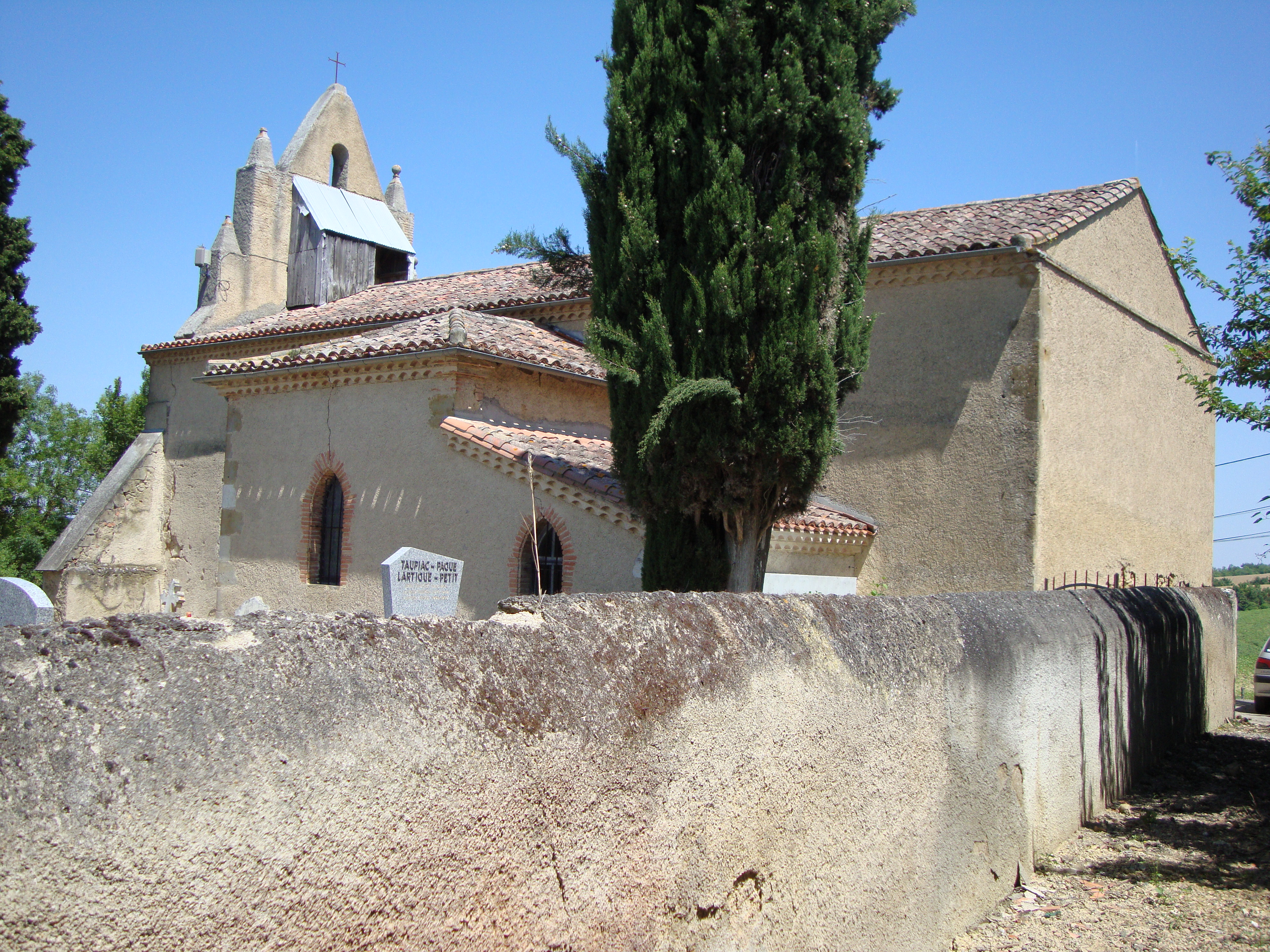
Церковь
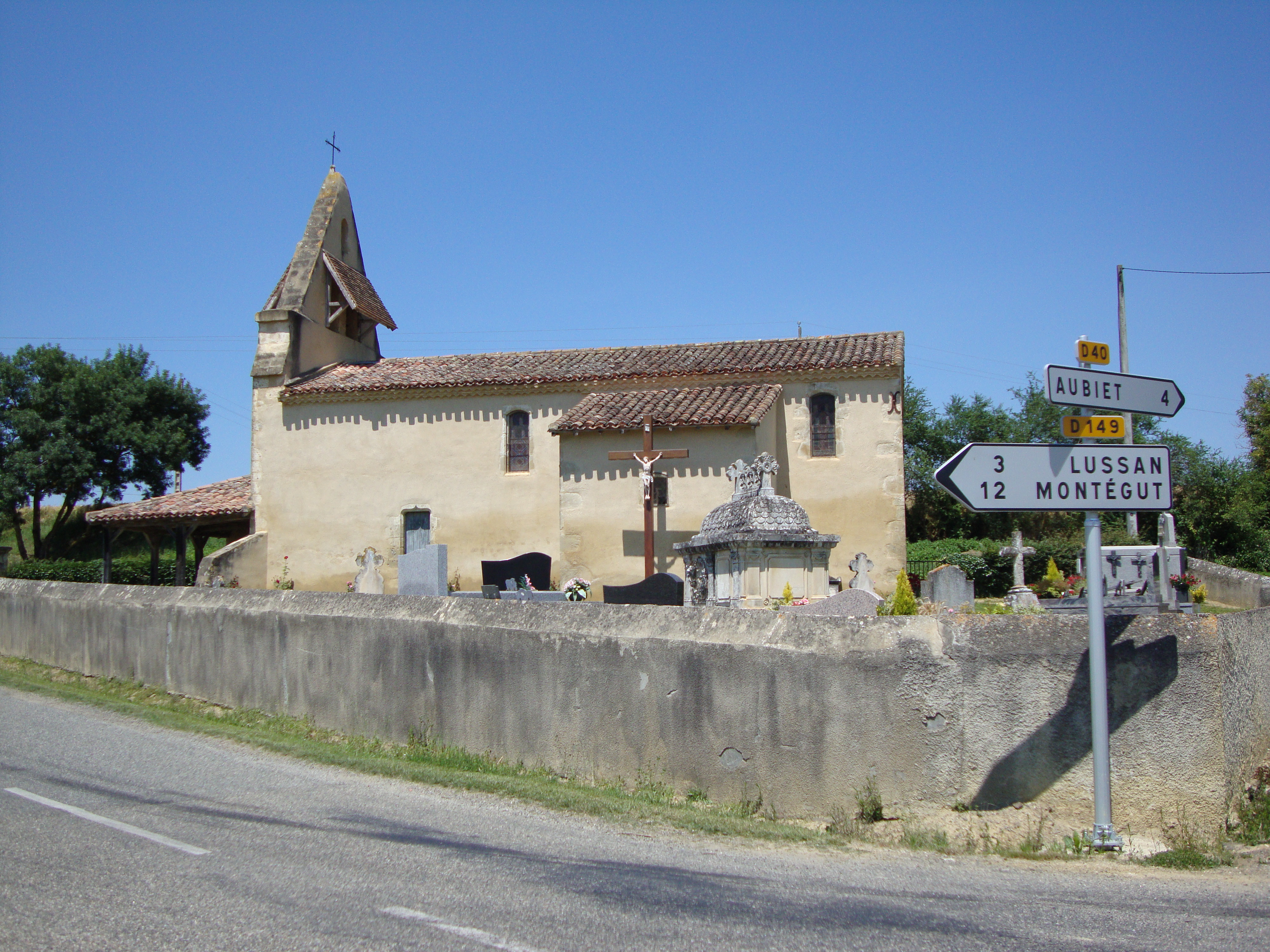
Часовня на кладбище
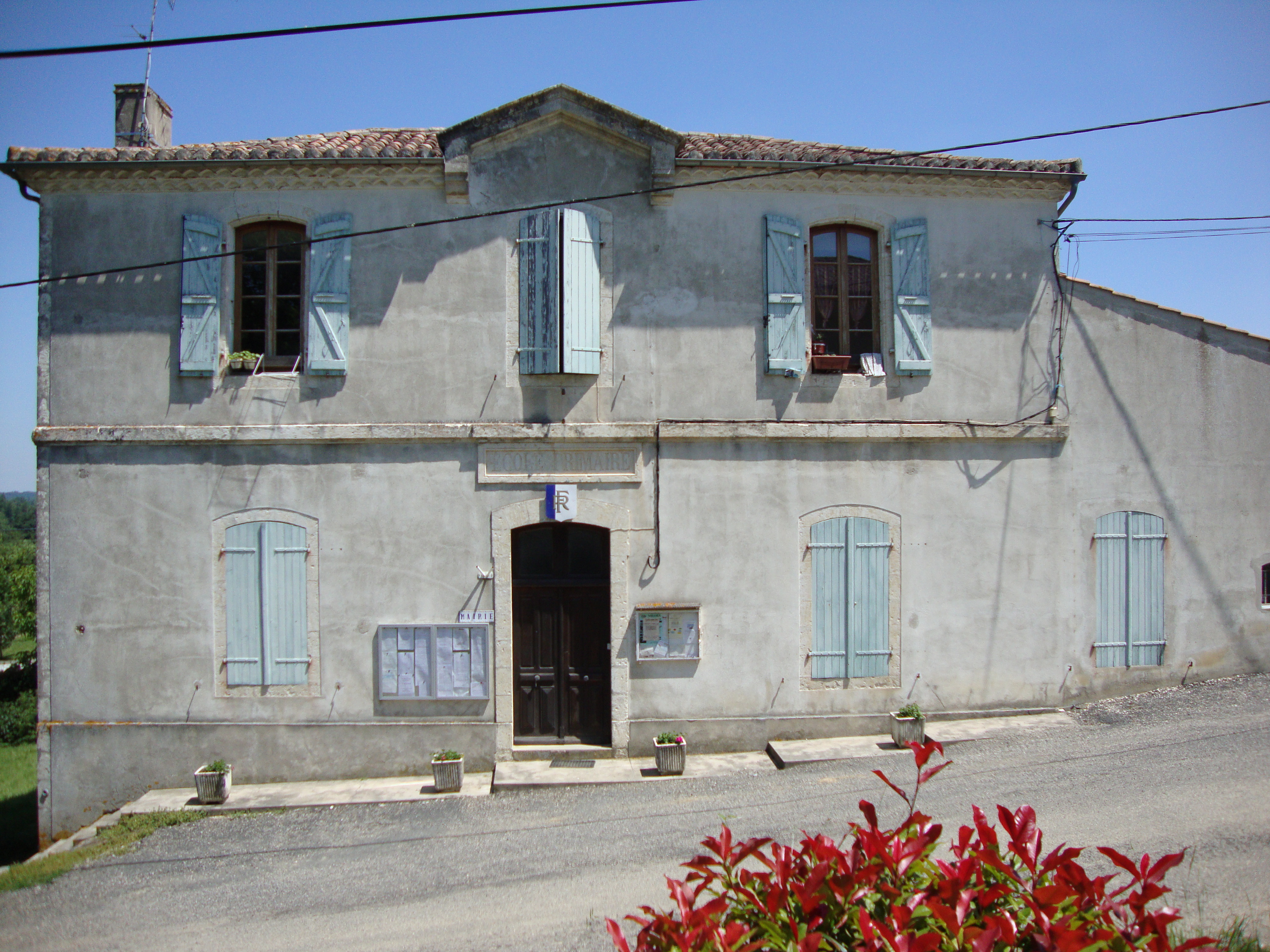
Мэрия
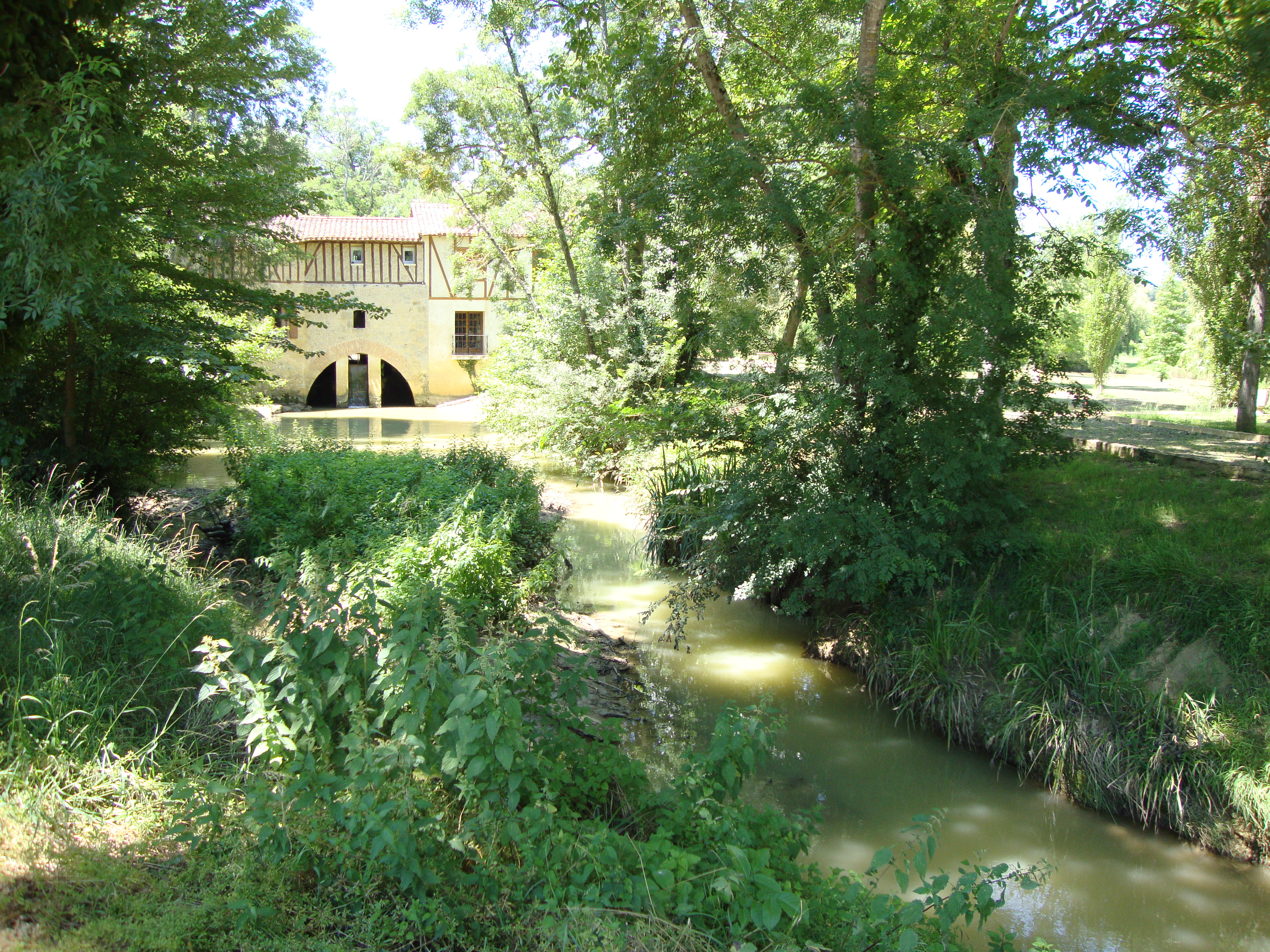
Мельница на реке Арратс